# Zabrze Północne
Zabrze Północne – przystanek osobowy, a niegdyś stacja kolejowa w Zabrzu, w woj. śląskim, w Polsce. Leży na linii kolejowej nr 147 Zabrze Biskupice – Gliwice.

## Historia
W lutym 2024 wyłoniony został wykonawca budowy przystanku kolejowego Zabrze Północ. 15 grudnia przystanek został uruchomiony.